# Emmanuelle Seigner
Emmanuelle Seigner Polanski (Paris, 22 de junho de 1961) é uma actriz e cantora de origem francesa.
É casada desde 1989, com o diretor polaco Roman Polanski, com quem tem dois filhos. Iniciou a carreira de modelo aos catorze anos de idade. Sua beleza misteriosa lhe garantiu participação no filme Detèctive de Jean-Luc Godard.
Emmanuelle contracenou com o ator Harrison Ford no filme Busca Frenética dirigido por Roman Polanski em 1988, interpretando a jovem e enigmática Michelle, e com o ator Johnny Depp no filme O Último Portal. Atuou no filme Lua de Fel, dirigido também por Roman Polanski e teve um papel marcante no filme Dans la maison (bra: Dentro da Casa), dirigido por François Ozon, em 2012. 
Foi indicada ao César como Melhor Atriz Coadjuvante por Place Vendôme (1998) e ao Satellite Award em 2007 por sua participação em Piaf.

## Filmografia
- Detetive (1979)
- Busca Frenética (1983)
- Lua de Fel (1988)
- Le Sourire (1994)
- O último portal (1999)
- Laguna (2001)
- Os Imortais (2003)
- Viveram Felizes para Sempre (2004)
- Backstage (2004)
- Piaf - Um Hino ao Amor (2007)
- o Escafandro e a Borboleta (2007)
- Giallo - Reféns do Medo (2009)
- Essential Killing (2010)
- Uma Primavera com Minha Mãe (2012)
- O Homem que Ri (2012)
- Dentro de Casa (2012)
- A Pele de Vênus (2013)
- Baseado em Fatos Reais (2017)